# Calathea rusbyi
Calathea rusbyi är en strimbladsväxtart som beskrevs av Ludwig Eduard Loesener. Calathea rusbyi ingår i släktet Calathea och familjen strimbladsväxter. Inga underarter finns listade.